# Едмонд Баї
Едмонд Баї (фр. Edmond Bailly) — швейцарський футболіст, що грав на позиції лівого нападника. Відомий за виступами за «Серветт», а також національну збірну Швейцарії.

## Клубна кар'єра
На клубному рівні грав у складі команди «Серветт». В 1926 році стам вперше чемпіоном Швейцарії. «Серветт» переміг з рахунком 5:2 «Янг Бойз», а в другому матчі зіграв унічию 2:2 з «Грассгоппером». Обидві команди набрали однакову кількість очок, тому був призначений додатковий матч, незважаючи на перевагу команди з Женеви за різницею м'ячів. В переграванні «Грассгоппер» вів у рахунку в два голи після першого тайму, але наприкінці поєдинку «Серветт» зумів здобути вольову перемогу з рахунком 3:2 завдяки голу Пасселло (75 хв.) і двом голам Баї (80 і 84 хв.).
В 1927 році «Серветт» вперше з 1918 року не зумів виграти Західну лігу, поступившись одним очком «Білю». В наступному році клуб знову був другим у своїй лізі, суттєво поступившись за очками «Етуалю». Але того ж 1928 року «Серветту» вдалось вперше виграти Кубок Швейцарії. У фіналі команда перемогла «Грассгоппер» з рахунком 5:1, а Баї забив один з голів своєї команди.
В сезоні 1928-29 Едмонд не грав за «Серветт», але повернувся в команду в наступному році. В 1930 році клуб став другим у Західній лізі, але на той момент фінальний турнір чемпіонату Швейцарії було розширено до шести учасників, по двоє найкращих з кожної групи. Клуб з Женеви виграв усі свої матчі фінального турніру і став чемпіоном Швейцарії після трирічної перерви.
Влітку 1930 року брав участь у матчах Кубка Націй, престижного футбольного міжнародного змагання, що було проведене на честь відкриття стадіону «Стад-де-Шарміль». «Серветт» посів четверте місце.
У 1931 році швейцарська Серія А перетворилась на Національну лігу А, футбол став професійним. Цей рік став останнім для Баї в команді.

## Виступи за збірну
В складі національної збірної Швейцарії зіграв один 7 матчів в 1927-1928 роках. Був учасником футбольного турніру на Олімпійських іграх 1928 року у Амстердамі, де його збірна в першому ж матчі 1/8 фіналу поступилась Німеччині (0:4).

## Титули і досягнення
- Чемпіон Швейцарії (2):

«Серветт»: 1925-1926, 1929-1930
- Володар Кубка Швейцарії (1):

«Серветт»: 1927-1928